# Lepthyphantes cavernicola
Lepthyphantes cavernicola este o specie de păianjeni din genul Lepthyphantes, familia Linyphiidae, descrisă de Paik și Yaginuma, 1969. Conform Catalogue of Life specia Lepthyphantes cavernicola nu are subspecii cunoscute.